# 石川県道295号小松加賀自転車道線
石川県道295号小松加賀自転車道線（いしかわけんどう295ごう こまつかがじてんしゃどうせん）は、石川県小松市と加賀市を結ぶ自転車道である。小松加賀健民自転車道（こまつかがけんみんじてんしゃどう）とも呼ばれている。

## 路線概要
- 起点：石川県小松市花坂町長坂15番7地先（＝石川県道111号大野八幡線交点）
- 終点：石川県加賀市片野町弐33番1地先（＝片野海岸）

起点は小松市東南部にある。尾小屋鉄道の廃線跡に沿って西へ進む。小松市末広町の小松運動公園を経て、安宅の関に近い小松市義仲町からは海岸線にそって南西に進む。尼御前岬からは内陸部に入り、北陸自動車道尼御前サービスエリア下り線のぷらっとパーク前を通る。丘陵上に散在している各集落を経て、終点に至る。
冬期間、海岸部においては石川県道294号金沢小松自転車道線と同様、強風や荒波のため通行止めになる。近年では、海岸線浸食の影響で道路が崩壊し、冬期以外でも通行止めになることがある。内陸部の単独区間でも、除雪されることがないため、事実上の通行止めとなる区間もある。
福井県あわら市の北潟湖畔ハミングロード（福井県道803号北潟湖畔自転車道線）と接続する構想もある。

## 歴史
- 1988年（昭和63年）7月15日：路線認定。

## 休憩所
- 2箇所
  - 新保休憩所
  - 片野休憩所

## 重複区間
- 国道360号（小松市浜田町 - 同市浮柳町）
- 石川県道20号小松加賀線（加賀市伊切町）
- 石川県道143号深田片野下福田線（加賀市小塩町 - 同市黒崎町、加賀市黒崎町 - 同市片野町）

## 接続路線
- 石川県道111号大野八幡線（小松市花坂町：起点）
- 国道8号小松バイパス（小松市花坂町）
- 国道305号（小松市幸町1丁目・日の出町交差点）
- 石川県道4号小松鶴来線（小松市本折町・本折町南交差点）
- 国道360号（小松市浜田町・桜木町交差点）
- 石川県道25号金沢美川小松線（小松市城南町・城南町西交差点）
- 国道360号（小松市浮柳町・浮柳新橋西詰）
- 石川県道20号小松加賀線（加賀市伊切町・汐見橋詰交差点）
- 石川県道20号小松加賀線（加賀市伊切町・汐見橋西詰）
- 石川県道148号小塩潮津線（加賀市美岬町）
- 石川県道19号橋立港線、石川県道143号深田片野下福田線（加賀市小塩町・小塩交差点）
- 石川県道143号深田片野下福田線（加賀市黒崎町）
- 石川県道143号深田片野下福田線（加賀市片野町）
- 加賀海浜自転車道塩屋片野線（加賀市片野町：終点）

## 通過する自治体
- 石川県
  - 小松市 - 加賀市